# Cerodontha phalaridis
Cerodontha phalaridis este o specie de muște din genul Cerodontha, familia Agromyzidae, descrisă de Nowakowski în anul 1967. Conform Catalogue of Life specia Cerodontha phalaridis nu are subspecii cunoscute.